# Granica Gane i Obale Bjelokosti
Granica Gane i Obale Bjelokosti duga je 720 km, a proteže se od tromeđe s Burkinom Faso na sjeveru do Atlantskog oceana na jugu.

## Opis
Granica počinje na sjeveru na tromeđi s Burkinom Faso na rijeci Crnoj Volti, prateći ovu rijeku prema jugu. Granica zatim slijedi ravnu liniju kopnom usmjerenu prema jugoistoku, prije nego što skrene prema jugozapadu kroz niz nepravilnih linija. Granica zatim slijedi široki luk, sastavljen pretežno od kopnenih linija, kao i nekih potoka, prije nego što stigne do rijeke Tano. Granica zatim slijedi Tano dok teče prema jugozapadu u lagunu Aby; zatim teče uz južnu obalu susjednog jezera Tendo, te na kraju skrene prema jugu kopnom do obale Atlantika.

## Povijest
Europljani su počeli istraživati obalu Gane (tada poznatu kao Zlatna obala) od 15. stoljeća, a ona je postala središte raznih trgovačkih mreža, posebno zlatom i robljem; Njemačka, Švedska, Danska, Portugal i Nizozemska imale su ovdje trgovačke postaje. Britanci su također pokazala interes za regiju i tijekom 19. stoljeća postala je dominantna regionalna sila, preuzevši sve suparničke trgovačke postaje i proglasivši koloniju Zlatna obala 1867. Britanci su postupno proširili svoju vlast u unutrašnjost, usprkos često odlučnom otporu domaćih kraljevstava poput Asantea; sjeverna regija današnje Gane pripojena je koloniji Zlatna obala 1901. Francuska je počela potpisivati ugovore s poglavarima duž moderne obale Bjelokosti 1840-ih, čime je uspostavila protektorat koji je kasnije 1893. godine postao kolonija Obala Bjelokosti. Ovo je kasnije postalo dio federalne kolonije Francuske Zapadne Afrike (Afrique occidentale française, skraćeno AOF).
Britanija i Francuska su 10. kolovoza 1889. odredile granicu između dvaju teritorija sve do 9. sjeverne paralele. Daljnji ugovor od 26. lipnja 1891. potvrdio je ovu granicu, a također je naveo da će Crna Volta činiti granicu na krajnjem sjeveru. Detaljniji sporazum o granici sklopljen je 12. srpnja 1893. godine, a obuhvaćao je dio od Atlantika do 9. paralele. Sjeverni dio Crne Volte ponovno je potvrđen sporazumom od 14. lipnja 1898. Granica je potom mnogo detaljnije demarkirana sporazumom od 1. veljače 1903., sa svjetionicima i stupovima koji su označavali granicu na terenu; dvije su vlade potom formalno odobrile ovu granicu u svibnju 1905. Daljnji radovi na razgraničenju dogodili su se 1924.
Zlatna obala stekla je punu neovisnost od Velike Britanije (kao Gana) 1957.; Francuska je dodijelila neovisnost Obali Bjelokosti 1960., a njihova međusobna granica postala je međunarodna granica između dviju suverenih država. Dvije države su provele zajedničku ponovnu demarkaciju krajem 1960-ih i početkom 1970-ih.

## Naselja u blizini granice

### Gana
- Buanfo
- Gbenshe
- Babianiha
- Amutinkrom
- Debiso
- Dormaa Ahenkro
- Sampa
- Susai
- Dadiaso
- Omanpe
- Jema
- Elubo
- Half Assini
- New Town

### Obala Bjelokosti
- Bouna
- Tanbi
- Kineta
- Bondoukou
- Yango
- Transua
- Aouyakrou
- Ebilassekrou
- Bianouan
- Koffikro
- Noé

## Granični prijelazi
Glavni granični prijelaz je Elubo (GAN)-Noe (OBJ); manje korišteni prijelazi nalaze se u Dormaa Ahenkro i Sampa.

## Vanjske poveznice
|  | Zajednički poslužitelj ima još gradiva o temi Granica Gane i Obale Bjelokosti |